# Roland Garros 2014
De 113e editie van het Franse grandslamtoernooi Roland Garros 2014 werd gehouden van zondag 25 mei tot en met zondag 8 juni 2014. Voor de vrouwen was het de 107e editie. Het toernooi werd gespeeld in het Roland-Garrosstadion in het 16e arrondissement van Parijs.
Samenvatting
- Bij het mannenenkelspel was de Spanjaard Rafael Nadal titelverdediger. Hij wist zijn titel te prolongeren.
- De uit de Verenigde Staten afkomstige Serena Williams was titelverdedigster bij het vrouwenenkelspel. De titel ging dit jaar naar Russin Maria Sjarapova.
- Het mannendubbelspel werd in 2013 gewonnen door de Amerikaanse broers Bob en Mike Bryan. Dit jaar zegevierden de Fransen Julien Benneteau en Édouard Roger-Vasselin.
- Bij de vrouwen waren de Russinnen Jekaterina Makarova en Jelena Vesnina titelverdedigsters. Nu waren Hsieh Su-wei uit Taiwan en Peng Shuai uit China de besten.
- Titelhouders in het gemengd dubbelspel waren de Tsjechen Lucie Hradecká en František Čermák. Winnaars werden Anna-Lena Grönefeld uit Duitsland en Jean-Julien Rojer uit Nederland.
- Het toernooi van 2014 trok 461.576 toeschouwers.[1]

## Toernooikalender
| Roland Garros      | mei 2014 | mei 2014 | mei 2014 | mei 2014 | mei 2014 | mei 2014 | mei 2014 | juni 2014 | juni 2014   | juni 2014   | juni 2014    | juni 2014    | juni 2014    | juni 2014 | juni 2014 |
| Roland Garros      | zon 25   | maa 26   | din 27   | woe 28   | don 29   | vrĳ 30   | zat 31   | zon 1     | maa 2       | din 3       | woe 4        | don 5        | vrĳ 6        | zat 7     | zon 8     |
| ------------------ | -------- | -------- | -------- | -------- | -------- | -------- | -------- | --------- | ----------- | ----------- | ------------ | ------------ | ------------ | --------- | --------- |
| mannenenkelspel    | 1e ronde | 1e ronde | 1e ronde | 2e ronde | 2e ronde | 3e ronde | 3e ronde | 4e ronde  | 4e ronde    | kwartfinale | kwartfinale  |              | halve finale |           | finale    |
| vrouwenenkelspel   | 1e ronde | 1e ronde | 1e ronde | 2e ronde | 2e ronde | 3e ronde | 3e ronde | 4e ronde  | 4e ronde    | kwartfinale | kwartfinale  | halve finale |              | finale    |           |
| mannendubbelspel   |          |          | 1e ronde | 1e ronde | 2e ronde | 2e ronde | 3e ronde | 3e ronde  | kwartfinale | kwartfinale |              | halve finale |              | finale    |           |
| vrouwendubbelspel  |          |          |          | 1e ronde | 1e ronde | 2e ronde | 2e ronde | 3e ronde  | 3e ronde    | kwartfinale | kwartfinale  |              | halve finale |           | finale    |
| gemengd dubbelspel |          |          |          | 1e ronde | 1e ronde | 1e ronde | 2e ronde | 2e ronde  | kwartfinale | kwartfinale | halve finale | finale       |              |           |           |

## Enkelspel

### Mannen

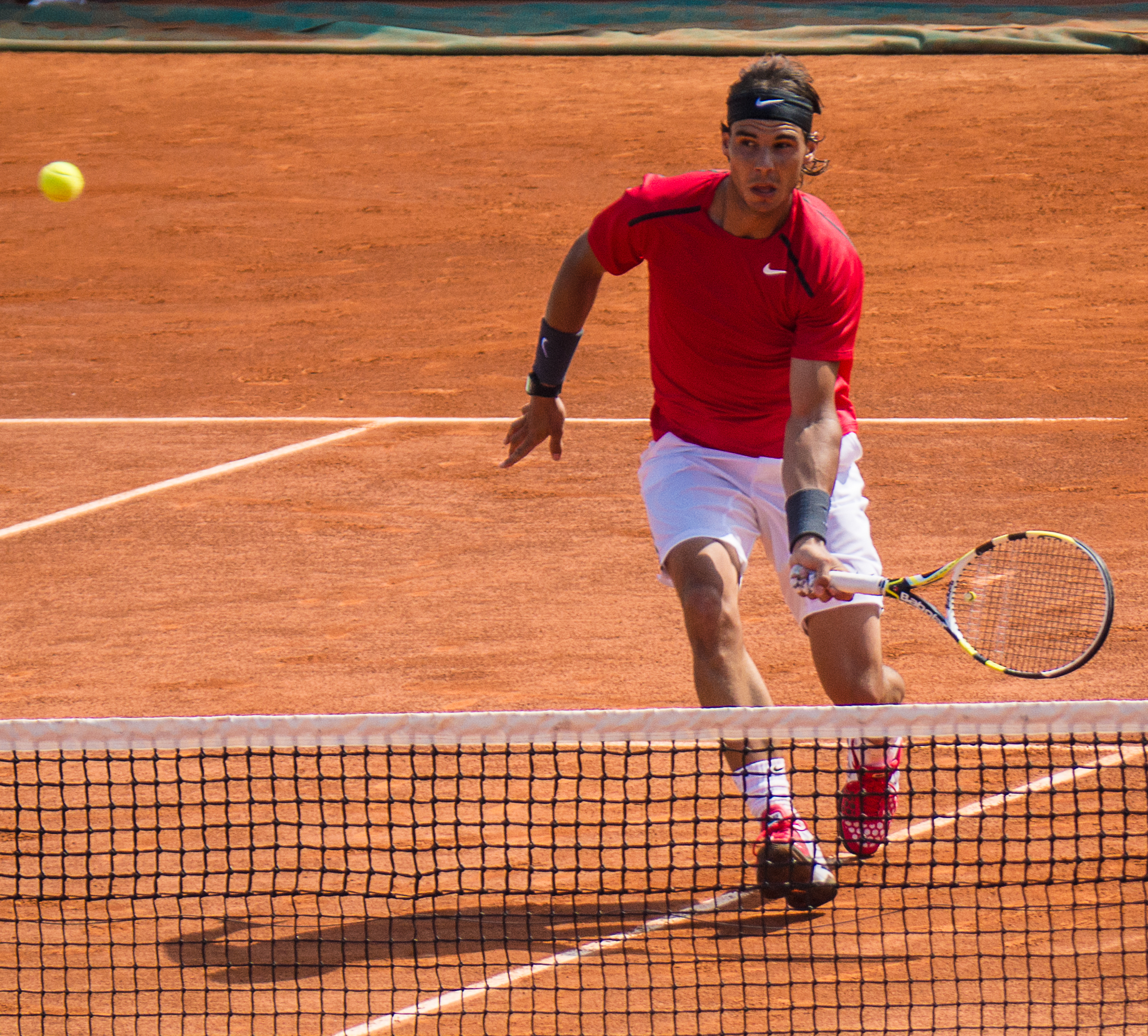
De Spanjaard Rafael Nadal won de titel.

De titel in het mannenenkelspel werd verdedigd door de Spanjaard Rafael Nadal, de nummer één op de wereldranglijst bij de mannen. Hij prolongeerde zijn titel door in de finale in vier sets Novak Đoković te verslaan. Nadal won het toernooi voor de vijfde achtereenvolgende keer, de negende keer in totaal.
Voor België nam één man deel aan het enkelspel. David Goffin werd in zijn openingspartij in vier sets verslagen door Oostenrijker Jürgen Melzer.
Er waren twee Nederlandse deelnemers. Robin Haase bereikte de tweede ronde – in een vijfsetter werd hij uitgeschakeld door Slowaak Martin Kližan. Igor Sijsling moest het in de eerste ronde opnemen tegen het vijfde reekshoofd, David Ferrer – de Spanjaard had aan drie sets voldoende om zijn weg naar de kwartfinale in te zetten.

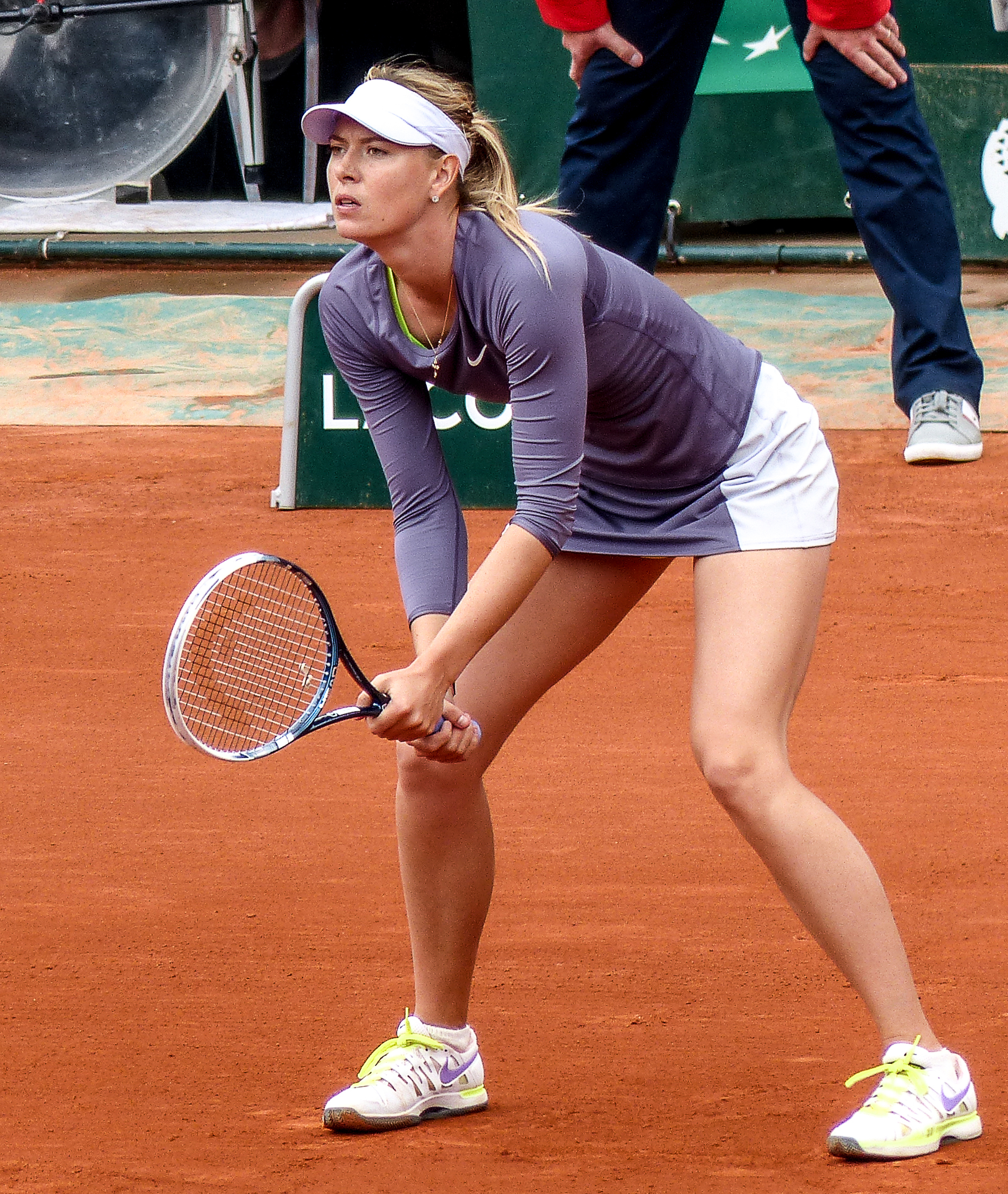
De Russin Maria Sjarapova won de titel.

### Vrouwen
De titel in het vrouwenenkelspel werd verdedigd door de Amerikaanse Serena Williams, de nummer één op de wereldranglijst bij de vrouwen. Zij werd in de tweede ronde uitgeschakeld door de twintigjarige Spaanse Garbiñe Muguruza. Maria Sjarapova won het toernooi voor de tweede keer in haar carrière – in de eindstrijd versloeg zij de Roemeense Simona Halep in drie sets.
Drie Belgische vrouwen kwamen uit in het enkelspel. Kirsten Flipkens was als 21e geplaatst – zij bereikte de tweede ronde, waarin zij haar meerdere moest erkennen in Julia Glushko uit Israël. Yanina Wickmayer wist in haar openingspartij de als 13e geplaatste Deense Caroline Wozniacki onschadelijk te maken – in de tweede ronde moest zij evenwel de duimen leggen voor de Spaanse Sílvia Soler Espinosa. Alison Van Uytvanck zwichtte in de eerste ronde voor de Oostenrijkse kwalificante Tamira Paszek.
De Nederlandse eer werd verdedigd door Kiki Bertens. Met succes doorliep zij het kwalificatietoernooi waarna zij in het hoofdtoernooi (als enige kwalificante) doordrong tot de vierde ronde, tot dan toe haar beste grandslamresultaat. Hier werd zij in drie sets geklopt door de Duitse Andrea Petković.

## Dubbelspel

### Mannen
De Amerikaanse broers Bob en Mike Bryan waren de titelverdedigers. De Fransen Julien Benneteau en Édouard Roger-Vasselin wonnen het toernooi. Zij klopten het als elfde geplaatste Spaanse koppel Marcel Granollers en Marc López in twee sets.
Drie Nederlandse mannen hadden zich voor het dubbelspel ingeschreven. Jean-Julien Rojer en de Roemeen Horia Tecău waren als 13e geplaatst – zij bereikten de derde ronde. Robin Haase speelde samen met Andre Begemann uit Duitsland – zij versloegen in de tweede ronde het tweede reekshoofd Alexander Peya en Bruno Soares, maar ook voor hen was de derde ronde het eindstation. Igor Sijsling en de Spanjaard Roberto Bautista Agut gingen er in de tweede ronde uit.
Belgische deelnemers waren er niet bij het dubbelspel.

### Vrouwen
De Russinnen Jekaterina Makarova en Jelena Vesnina waren de titelverdedigsters. Het als eerste geplaatste team Hsieh Su-wei en Peng Shuai won het toernooi door in de finale in twee sets af te rekenen met het tweede reekshoofd, het Italiaanse duo Sara Errani en Roberta Vinci.
Twee vrouwen vertegenwoordigden België in het dubbelspel. Kirsten Flipkens speelde samen met de Slowaakse Dominika Cibulková – in hun openingspartij versloegen zij het als achtste geplaatste Duitse duo Julia Görges en Anna-Lena Grönefeld, maar zij gaven forfait voor de tweede ronde, wegens ziekte van Flipkens. Yanina Wickmayer en de Portoricaanse Mónica Puig strandden in de eerste ronde.
De Nederlandse Michaëlla Krajicek speelde samen met Lucie Hradecká uit Tsjechië. Zij bereikten de halve finale, waarin zij hun meerdere moesten erkennen in het tweede reekshoofd, het Italiaanse koppel Sara Errani en Roberta Vinci.

### Gemengd
De Tsjechen Lucie Hradecká en František Čermák waren de titelhouders, maar Čermák was zijn titel niet komen verdedigen. Hradecká speelde samen met de Pool Mariusz Fyrstenberg – zij kwamen niet verder dan de tweede ronde. De titel ging naar Anna-Lena Grönefeld (Duitsland) en Jean-Julien Rojer (Nederland) – in de finale versloegen zij het achtste reekshoofd Julia Görges en Nenad Zimonjić in twee sets en een match-tiebreak.

## Kwalificatietoernooi (enkelspel)
Algemene regels – Aan het hoofdtoernooi (enkelspel) doen bij de mannen en vrouwen elk 128 tennissers mee. De 104 beste mannen en 108 beste vrouwen van de wereldranglijst die zich inschrijven worden rechtstreeks toegelaten. Acht mannen en acht vrouwen krijgen van de organisatie een wildcard. Voor de overige ingeschrevenen resteren dan nog zestien plaatsen bij de mannen en twaalf plaatsen bij de vrouwen in het hoofdtoernooi – deze plaatsen worden via het kwalificatietoernooi ingevuld. Aan dit kwalificatietoernooi doen nog eens 128 mannen en 96 vrouwen mee.
De kwalificatiewedstrijden vonden plaats van dinsdag 20 tot en met vrijdag 23 mei 2014.
De volgende deelnemers aan het kwalificatietoernooi wisten zich een plaats te veroveren in de hoofdtabel:

### Mannenenkelspel
1. Paolo Lorenzi
2. Peter Polansky
3. Laurent Lokoli
4. James Ward
5. Ante Pavić
6. Andreas Haider-Maurer
7. Miloslav Mečíř jr.
8. Diego Schwartzman
9. Simone Bolelli
10. Damir Džumhur
11. Facundo Bagnis
12. Gastão Elias
13. Andreas Beck
14. Andrea Arnaboldi
15. James Duckworth
16. Potito Starace

### Vrouwenenkelspel
1. Grace Min
2. Heather Watson
3. Maryna Zanevska
4. Joelija Bejhelzymer
5. Danka Kovinić
6. Aleksandra Wozniak
7. Kiki Bertens
8. Ksenija Pervak
9. Timea Bacsinszky
10. Sofia Sjapatava
11. Michelle Larcher de Brito
12. Tamira Paszek

## Junioren
Meisjesenkelspel

Finale: Darja Kasatkina (Rusland) won van Ivana Jorović (Servië) met 6-7, 6-2, 6-3
Meisjesdubbelspel

Finale: Ioana Ducu (Roemenië) en Ioana Loredana Roșca (Roemenië) wonnen van Catherine Bellis (VS) en Markéta Vondroušová (Tsjechië) met 6-1, 5-7, [11-9]
Jongensenkelspel

Finale: Andrej Roebljov (Rusland) won van Jaume Munar (Spanje) met 6-2, 7-5
Jongensdubbelspel

Finale: Benjamin Bonzi (Frankrijk) en Quentin Halys (Frankrijk) wonnen van Lucas Miedler (Oostenrijk) en Akira Santillan (Australië) met 6-3, 6-3

## Rolstoeltennis
Rolstoelmannenenkelspel

Finale: Shingo Kunieda (Japan) won van Stéphane Houdet (Frankrijk) met 6–4, 6–1
Rolstoelvrouwenenkelspel

Finale: Yui Kamiji (Japan) won van Aniek van Koot (Nederland) met 7–6(7), 6–4
Rolstoelmannendubbelspel

Finale: Joachim Gérard (België) en Stéphane Houdet (Frankrijk) wonnen van Gustavo Fernández (Argentinië) en Nicolas Peifer (Frankrijk) met 4–6, 6–3, [11–9]
Rolstoelvrouwendubbelspel

Finale: Yui Kamiji (Japan) en Jordanne Whiley (VK) wonnen van Jiske Griffioen (Nederland) en Aniek van Koot (Nederland) met 7–6(3), 3–6, [10–8]

## Speelschema van dag tot dag
Onderstaand het speelschema van de drie hoofdbanen van dag tot dag.
Alle tijden zijn lokaal MEZT (UTC+2).

### Dag 1 (zondag 25 mei)
- Speelschema
- Reekshoofden uitgeschakeld:
  - Vrouwenenkelspel:  Kaia Kanepi [25]

| Wedstrijden op hoofdbanen                            | Wedstrijden op hoofdbanen                            | Wedstrijden op hoofdbanen                            | Wedstrijden op hoofdbanen                            |
| Evenement                                            | Winnaar                                              | Verliezer                                            | Score                                                |
| Wedstrijden op Court Philippe-Chatrier (centercourt) | Wedstrijden op Court Philippe-Chatrier (centercourt) | Wedstrijden op Court Philippe-Chatrier (centercourt) | Wedstrijden op Court Philippe-Chatrier (centercourt) |
| ---------------------------------------------------- | ---------------------------------------------------- | ---------------------------------------------------- | ---------------------------------------------------- |
| Vrouwenenkelspel 1e ronde                            | Agnieszka Radwańska [3]                              | Zhang Shuai                                          | 6–3, 6–0                                             |
| Mannenenkelspel 1e ronde                             | Roger Federer [4]                                    | Lukáš Lacko                                          | 6–2, 6–4, 6–2                                        |
| Vrouwenenkelspel 1e ronde                            | Serena Williams [1]                                  | Alizé Lim [WC]                                       | 6–2, 6–1                                             |
| Mannenenkelspel 1e ronde                             | Jo-Wilfried Tsonga [13]                              | Édouard Roger-Vasselin                               | 7–6(7–4), 7–5, 6–2                                   |
| Wedstrijden op Court Suzanne-Lenglen (Grandstand)    |                                                      |                                                      |                                                      |
| Mannenenkelspel 1e ronde                             | Milos Raonic [8]                                     | Nick Kyrgios [WC]                                    | 6–3, 7–6(7–1), 6–3                                   |
| Vrouwenenkelspel 1e ronde                            | Venus Williams [29]                                  | Belinda Bencic                                       | 6–4, 6–1                                             |
| Mannenenkelspel 1e ronde                             | John Isner [10]                                      | Pierre-Hugues Herbert [WC]                           | 7–6(7–5), 7–6(7–4), 7–5                              |
| Vrouwenenkelspel 1e ronde                            | Angelique Kerber [8]                                 | Katarzyna Piter                                      | 6–3, 6–1                                             |
| Wedstrijden op Court 1                               |                                                      |                                                      |                                                      |
| Vrouwenenkelspel 1e ronde                            | Daniela Hantuchová [31]                              | Jovana Jakšić                                        | 2–6, 6–2, 6–4                                        |
| Mannenenkelspel 1e ronde                             | Tomáš Berdych [6]                                    | Peter Polansky [Q]                                   | 6–3, 6–4, 6–4                                        |
| Vrouwenenkelspel 1e ronde                            | Yvonne Meusburger                                    | Amandine Hesse [WC]                                  | 3–6, 6–3, 6–4                                        |
| Mannenenkelspel 1e ronde                             | Jérémy Chardy                                        | Daniel Gimeno Traver                                 | 7–5, 6–2, 6–2                                        |
| Wedstrijden begonnen om 11:00 uur                    |                                                      |                                                      |                                                      |

### Dag 2 (maandag 26 mei)
Stan Wawrinka was de eerste mannelijke speler die na de overwinning op de Australian Open, in de eerste ronde verloor van Roland Garros sinds Petr Korda in 1998.
- Speelschema
- Reekshoofden uitgeschakeld:
  - Mannenenkelspel:  Stan Wawrinka [3],  Kei Nishikori [9],  Vasek Pospisil [30]
  - Vrouwenenkelspel:  Roberta Vinci [17]

| Wedstrijden op hoofdbanen                            | Wedstrijden op hoofdbanen                            | Wedstrijden op hoofdbanen                            | Wedstrijden op hoofdbanen                            |
| Evenement                                            | Winnaar                                              | Verliezer                                            | Score                                                |
| Wedstrijden op Court Philippe-Chatrier (centercourt) | Wedstrijden op Court Philippe-Chatrier (centercourt) | Wedstrijden op Court Philippe-Chatrier (centercourt) | Wedstrijden op Court Philippe-Chatrier (centercourt) |
| ---------------------------------------------------- | ---------------------------------------------------- | ---------------------------------------------------- | ---------------------------------------------------- |
| Vrouwenenkelspel 1e ronde                            | Maria Sjarapova [7]                                  | Ksenija Pervak [Q]                                   | 6–1, 6–2                                             |
| Mannenenkelspel 1e ronde                             | Novak Đoković [2]                                    | João Sousa                                           | 6–1, 6–2, 6–4                                        |
| Vrouwenenkelspel 1e ronde                            | Alizé Cornet [20]                                    | Ashleigh Barty [WC]                                  | 6–2, 6–1                                             |
| Mannenenkelspel 1e ronde                             | Guillermo García López                               | Stan Wawrinka [3]                                    | 6–4, 5–7, 6–2, 6–0                                   |
| Wedstrijden op Court Suzanne-Lenglen (Grandstand)    |                                                      |                                                      |                                                      |
| Vrouwenenkelspel 1e ronde                            | Dominika Cibulková [9]                               | Virginie Razzano                                     | 7–5, 6–0                                             |
| Mannenenkelspel 1e ronde                             | Gilles Simon [29]                                    | Ante Pavić [Q]                                       | 6–1, 6–1, 6–3                                        |
| Mannenenkelspel 1e ronde                             | Rafael Nadal [1]                                     | Robby Ginepri [WC]                                   | 6–0, 6–3, 6–0                                        |
| Vrouwenenkelspel 1e ronde                            | Petra Kvitová [5]                                    | Zarina Diyas                                         | 7–5, 6–2                                             |
| Wedstrijden op Court 1                               |                                                      |                                                      |                                                      |
| Mannenenkelspel 1e ronde                             | Martin Kližan                                        | Kei Nishikori [9]                                    | 7–6(7–4), 6–1, 6–2                                   |
| Mannenenkelspel 1e ronde                             | Facundo Bagnis [Q]                                   | Julien Benneteau                                     | 6–1, 6–2, 1–6, 3–6, 18–16                            |
| Vrouwenenkelspel 1e ronde                            | Sloane Stephens [15] vs Peng Shuai                   | Sloane Stephens [15] vs Peng Shuai                   | Geannuleerd                                          |
| Wedstrijden begonnen om 12:00 uur                    |                                                      |                                                      |                                                      |

### Dag 3 (dinsdag 27 mei)
Li Na werd de vierde vrouw die na de Australian Open overwinning, in hetzelfde jaar verloor in de 1e ronde van Roland Garros.
- Speelschema
- Reekshoofden uitgeschakeld:
  - Mannenenkelspel:  Grigor Dimitrov [11],  Tommy Haas [16],  Nicolás Almagro [21]
  - Vrouwenenkelspel:  Li Na [2],  Caroline Wozniacki [13],  Klára Koukalová [30]
  - Mannendubbelspel:  Juan Sebastián Cabal /  Robert Farah [10]

| Wedstrijden op hoofdbanen                            | Wedstrijden op hoofdbanen                            | Wedstrijden op hoofdbanen                            | Wedstrijden op hoofdbanen                            |
| Evenement                                            | Winnaar                                              | Verliezer                                            | Score                                                |
| Wedstrijden op Court Philippe-Chatrier (centercourt) | Wedstrijden op Court Philippe-Chatrier (centercourt) | Wedstrijden op Court Philippe-Chatrier (centercourt) | Wedstrijden op Court Philippe-Chatrier (centercourt) |
| ---------------------------------------------------- | ---------------------------------------------------- | ---------------------------------------------------- | ---------------------------------------------------- |
| Vrouwenenkelspel 1e ronde                            | Simona Halep [4]                                     | Alisa Klejbanova                                     | 6–0, 6–2                                             |
| Mannenenkelspel 1e ronde                             | David Ferrer [5]                                     | Igor Sijsling                                        | 6–4, 6–3, 6–1                                        |
| Vrouwenenkelspel 1e ronde                            | Ana Ivanović [11]                                    | Caroline Garcia                                      | 6–1, 6–3                                             |
| Mannenenkelspel 1e ronde                             | Gaël Monfils [23]                                    | Victor Hănescu                                       | 6–2, 4–6, 6–4, 6–2                                   |
| Wedstrijden op Court Suzanne-Lenglen (Grandstand)    |                                                      |                                                      |                                                      |
| Vrouwenenkelspel 1e ronde                            | Kristina Mladenovic                                  | Li Na [2]                                            | 7–5, 3–6, 6–1                                        |
| Mannenenkelspel 1e ronde                             | Richard Gasquet [12]                                 | Bernard Tomic                                        | 6–2, 6–1, 7–5                                        |
| Mannenenkelspel 1e ronde                             | Andy Murray [7]                                      | Andrej Goloebev                                      | 6–1, 6–4, 3–6, 6–3                                   |
| Vrouwenenkelspel 1e ronde                            | Sara Errani [10]                                     | Madison Keys                                         | 7–5, 3–6, 6–1                                        |
| Wedstrijden op Court 1                               |                                                      |                                                      |                                                      |
| Mannenenkelspel 1e ronde                             | Ivo Karlović                                         | Grigor Dimitrov [11]                                 | 6–4, 7–5, 7–6(7–4)                                   |
| Vrouwenenkelspel 1e ronde                            | Sloane Stephens [15]                                 | Peng Shuai                                           | 6–4, 7–6(10–8)                                       |
| Mannenenkelspel 1e ronde                             | Fernando Verdasco [24]                               | Michaël Llodra [WC]                                  | 6–2, 7–6(7–4), 7–6(7–3)                              |
| Vrouwenenkelspel 1e ronde                            | Lucie Šafářová [23]                                  | Mandy Minella                                        | 6–3, 7–5                                             |
| Wedstrijden begonnen om 11:00 uur                    |                                                      |                                                      |                                                      |

### Dag 4 (woensdag 28 mei)
- Speelschema
- Reekshoofden uitgeschakeld:
  - Mannenenkelspel:  Michail Joezjny [15],  Oleksandr Dolgopolov [20]
  - Vrouwenenkelspel:  Serena Williams [1],  Flavia Pennetta [12],  Sabine Lisicki [16],  Alizé Cornet [20],  Venus Williams [29],  Jelena Vesnina [32]
  - Mannendubbelspel:  Mariusz Fyrstenberg /  Marcin Matkowski [8]
  - Vrouwendubbelspel:  Andrea Hlaváčková /  Lucie Šafářová [9],  Alla Koedrjavtseva /  Anastasia Rodionova [10],  Vania King /  Zheng Jie [13]

| Wedstrijden op hoofdbanen                            | Wedstrijden op hoofdbanen                            | Wedstrijden op hoofdbanen                            | Wedstrijden op hoofdbanen                            |
| Evenement                                            | Winnaar                                              | Verliezer                                            | Score                                                |
| Wedstrijden op Court Philippe-Chatrier (centercourt) | Wedstrijden op Court Philippe-Chatrier (centercourt) | Wedstrijden op Court Philippe-Chatrier (centercourt) | Wedstrijden op Court Philippe-Chatrier (centercourt) |
| ---------------------------------------------------- | ---------------------------------------------------- | ---------------------------------------------------- | ---------------------------------------------------- |
| Vrouwenenkelspel 2e ronde                            | Anna Karolína Schmiedlová                            | Venus Williams [29]                                  | 2–6, 6–3, 6–4                                        |
| Mannenenkelspel 2e ronde                             | Novak Đoković [2]                                    | Jérémy Chardy                                        | 6–1, 6–4, 6–2                                        |
| Mannenenkelspel 2e ronde                             | Jo-Wilfried Tsonga [13]                              | Jürgen Melzer                                        | 6–2, 6–3, 6–4                                        |
| Vrouwenenkelspel 2e ronde                            | Maria Sjarapova [7]                                  | Tsvetana Pironkova                                   | 7–5, 6–2                                             |
| Wedstrijden op Court Suzanne-Lenglen (Grandstand)    |                                                      |                                                      |                                                      |
| Mannenenkelspel 2e ronde                             | Gilles Simon [29]                                    | Alejandro González                                   | 6–4, 6–0, 6–2                                        |
| Vrouwenenkelspel 2e ronde                            | Garbiñe Muguruza                                     | Serena Williams [1]                                  | 6–2, 6–2                                             |
| Mannenenkelspel 2e ronde                             | Roger Federer [4]                                    | Diego Schwartzman [Q]                                | 6–3, 6–4, 6–4                                        |
| Vrouwenenkelspel 2e ronde                            | Taylor Townsend [WC]                                 | Alizé Cornet [20]                                    | 6–4, 4–6, 6–4                                        |
| Wedstrijden op Court 1                               |                                                      |                                                      |                                                      |
| Mannenenkelspel 2e ronde                             | Roberto Bautista Agut [27]                           | Benoît Paire                                         | 6–4, 7–6(7–4), 6–2                                   |
| Mannenenkelspel 2e ronde                             | Tomáš Berdych [6]                                    | Oleksandr Nedovjesov                                 | 6–7(4–7), 6–4, 7–5, 6–3                              |
| Vrouwenenkelspel 2e ronde                            | Daniela Hantuchová [31]                              | Claire Feuerstein [WC]                               | 6–1, 6–4                                             |
| Vrouwenenkelspel 2e ronde                            | Agnieszka Radwańska [3]                              | Karolína Plíšková                                    | 6–3, 6–4                                             |
| Wedstrijden begonnen om 11:00 uur                    |                                                      |                                                      |                                                      |

### Dag 5 (donderdag 29 mei)
- Speelschema
- Reekshoofden uitgeschakeld:
  - Mannenenkelspel:  Feliciano López [26]
  - Vrouwenenkelspel:  Kirsten Flipkens [21],  Anastasija Pavljoetsjenkova [24]
  - Mannendubbelspel:  Rohan Bopanna /  Aisam-ul-Haq Qureshi [6]
  - Vrouwendubbelspel:  Julia Görges /  Anna-Lena Grönefeld [8],  Anabel Medina Garrigues /  Jaroslava Sjvedova [11]
  - Gemengd dubbelspel:  Květa Peschke /  Marcin Matkowski [4]

| Wedstrijden op hoofdbanen                            | Wedstrijden op hoofdbanen                            | Wedstrijden op hoofdbanen                            | Wedstrijden op hoofdbanen                            |
| Evenement                                            | Winnaar                                              | Verliezer                                            | Score                                                |
| Wedstrijden op Court Philippe-Chatrier (centercourt) | Wedstrijden op Court Philippe-Chatrier (centercourt) | Wedstrijden op Court Philippe-Chatrier (centercourt) | Wedstrijden op Court Philippe-Chatrier (centercourt) |
| ---------------------------------------------------- | ---------------------------------------------------- | ---------------------------------------------------- | ---------------------------------------------------- |
| Vrouwenenkelspel 2e ronde                            | Jelena Janković [6]                                  | Kurumi Nara                                          | 7–5, 6–0                                             |
| Mannenenkelspel 2e ronde                             | Rafael Nadal [1]                                     | Dominic Thiem                                        | 6–2, 6–2, 6–3                                        |
| Mannenenkelspel 2e ronde                             | Richard Gasquet [12]                                 | Carlos Berlocq                                       | 7–6(7–5), 6–4, 6–4                                   |
| Vrouwenenkelspel 2e ronde                            | Ana Ivanović [11]                                    | Elina Svitolina                                      | 7–5, 6–2                                             |
| Wedstrijden op Court Suzanne-Lenglen (Grandstand)    |                                                      |                                                      |                                                      |
| Mannenenkelspel 2e ronde                             | David Ferrer [5]                                     | Simone Bolelli                                       | 6–2, 6–3, 6–2                                        |
| Vrouwenenkelspel 2e ronde                            | Kristina Mladenovic                                  | Alison Riske                                         | 7–6(7–5), 3–6, 6–3                                   |
| Vrouwenenkelspel 2e ronde                            | Petra Kvitová [5]                                    | Marina Erakovic                                      | 6–4, 6–4                                             |
| Mannenenkelspel 2e ronde                             | Gaël Monfils [23]                                    | Jan-Lennard Struff                                   | 7–6(7–4), 6–4, 6–1                                   |
| Wedstrijden op Court 1                               |                                                      |                                                      |                                                      |
| Vrouwenenkelspel 2e ronde                            | Sloane Stephens [15]                                 | Polona Hercog                                        | 6–1, 6–3                                             |
| Mannenenkelspel 2e ronde                             | Guillermo García López                               | Adrian Mannarino                                     | 6–4, 6–3, 3–6, 6–0                                   |
| Mannenenkelspel 2e ronde                             | Andy Murray [7]                                      | Marinko Matosevic                                    | 6–3, 6–1, 6–3                                        |
| Vrouwenenkelspel 2e ronde                            | Simona Halep [4]                                     | Heather Watson [Q]                                   | 6–2, 6–4                                             |
| Wedstrijden begonnen om 11:00 uur                    |                                                      |                                                      |                                                      |

### Dag 6 (vrijdag 30 mei)
- Speelschema
- Reekshoofden uitgeschakeld:
  - Mannenenkelspel:  Tommy Robredo [17],  Jerzy Janowicz [22],  Marin Čilić [25],  Roberto Bautista Agut [27],  Gilles Simon [29],  Dmitri Toersoenov [31]
  - Vrouwenenkelspel:  Agnieszka Radwańska [3],  Dominika Cibulková [9],  Daniela Hantuchová [31]
  - Mannendubbelspel:  Alexander Peya /  Bruno Soares [2],  David Marrero /  Fernando Verdasco [4],  Treat Huey /  Dominic Inglot [7],  Eric Butorac /  Raven Klaasen [14],  Pablo Cuevas /  Horacio Zeballos [16]
  - Vrouwendubbelspel:  Klára Koukalová /  Monica Niculescu [14]
  - Gemengd dubbelspel:  Anabel Medina Garrigues /  David Marrero [7]

| Wedstrijden op hoofdbanen                            | Wedstrijden op hoofdbanen                            | Wedstrijden op hoofdbanen                            | Wedstrijden op hoofdbanen                            |
| Evenement                                            | Winnaar                                              | Verliezer                                            | Score                                                |
| Wedstrijden op Court Philippe-Chatrier (centercourt) | Wedstrijden op Court Philippe-Chatrier (centercourt) | Wedstrijden op Court Philippe-Chatrier (centercourt) | Wedstrijden op Court Philippe-Chatrier (centercourt) |
| ---------------------------------------------------- | ---------------------------------------------------- | ---------------------------------------------------- | ---------------------------------------------------- |
| Vrouwenenkelspel 3e ronde                            | Ajla Tomljanović                                     | Agnieszka Radwańska [3]                              | 6–4, 6–4                                             |
| Mannenenkelspel 3e ronde                             | Roger Federer [4]                                    | Dmitri Toersoenov [31]                               | 7–5, 6–7(7–9), 6–2, 6–4                              |
| Vrouwenenkelspel 3e ronde                            | Maria Sjarapova [7]                                  | Paula Ormaechea                                      | 6–0, 6–0                                             |
| Mannenenkelspel 3e ronde                             | Milos Raonic [8]                                     | Gilles Simon [29]                                    | 4–6, 6–3, 2–6, 6–2, 7–5                              |
| Wedstrijden op Court Suzanne-Lenglen (Grandstand)    |                                                      |                                                      |                                                      |
| Vrouwenenkelspel 3e ronde                            | Samantha Stosur [19]                                 | Dominika Cibulková [9]                               | 6–4, 6–4                                             |
| Mannenenkelspel 3e ronde                             | Novak Đoković [2]                                    | Marin Čilić [25]                                     | 6–3, 6–2, 6–7(2–7), 6–4                              |
| Mannenenkelspel 3e ronde                             | Jo-Wilfried Tsonga [13]                              | Jerzy Janowicz [22]                                  | 6–4, 6–4, 6–3                                        |
| Vrouwenenkelspel 3e ronde                            | Angelique Kerber [8]                                 | Daniela Hantuchová [31]                              | 7–5, 6–3                                             |
| Wedstrijden op Court 1                               |                                                      |                                                      |                                                      |
| Mannenenkelspel 3e ronde                             | Ernests Gulbis [18]                                  | Radek Štěpánek                                       | 6–3, 6–2, 7–5                                        |
| Vrouwenenkelspel 3e ronde                            | Carla Suárez Navarro [14]                            | Taylor Townsend [WC]                                 | 6–2, 6–2                                             |
| Mannenenkelspel 3e ronde                             | John Isner [10]                                      | Tommy Robredo [17]                                   | 7–6(15–13), 7–6(7–3), 6–7(5–7), 7–5                  |
| Vrouwenenkelspel 3e ronde                            | Pauline Parmentier [WC]                              | Mona Barthel                                         | 1–6, 6–1, 7–5                                        |
| Wedstrijden begonnen om 11:00 uur                    |                                                      |                                                      |                                                      |

### Dag 7 (zaterdag 31 mei)
- Speelschema
- Reekshoofden uitgeschakeld:
  - Mannenenkelspel:  Fabio Fognini [14],  Andreas Seppi [32]
  - Vrouwenenkelspel:  Petra Kvitová [5],  Ana Ivanović [11],  Jekaterina Makarova [22],  Sorana Cîrstea [26]
  - Mannendubbelspel:  Jean-Julien Rojer /  Horia Tecău [13],  Jamie Murray /  John Peers [15]
  - Vrouwendubbelspel:  Jekaterina Makarova /  Jelena Vesnina [3],  Raquel Kops-Jones /  Abigail Spears [6]
  - Gemengd dubbelspel:  Abigail Spears /  Alexander Peya [1]

| Wedstrijden op hoofdbanen                            | Wedstrijden op hoofdbanen                            | Wedstrijden op hoofdbanen                            | Wedstrijden op hoofdbanen                            |
| Evenement                                            | Winnaar                                              | Verliezer                                            | Score                                                |
| Wedstrijden op Court Philippe-Chatrier (centercourt) | Wedstrijden op Court Philippe-Chatrier (centercourt) | Wedstrijden op Court Philippe-Chatrier (centercourt) | Wedstrijden op Court Philippe-Chatrier (centercourt) |
| ---------------------------------------------------- | ---------------------------------------------------- | ---------------------------------------------------- | ---------------------------------------------------- |
| Vrouwenenkelspel 3e ronde                            | Svetlana Koeznetsova [27]                            | Petra Kvitová [5]                                    | 6–7(3–7), 6–1, 9–7                                   |
| Mannenenkelspel 3e ronde                             | Rafael Nadal [1]                                     | Leonardo Mayer                                       | 6–2, 7–5, 6–2                                        |
| Vrouwenenkelspel 3e ronde                            | Andrea Petković [28]                                 | Kristina Mladenovic                                  | 6–4, 4–6, 6–4                                        |
| Mannenenkelspel 3e ronde                             | Richard Gasquet [12] vs Fernando Verdasco [24]       | Richard Gasquet [12] vs Fernando Verdasco [24]       | 2–6, 3–6, 2–2, gestaakt                              |
| Wedstrijden op Court Suzanne-Lenglen (Grandstand)    |                                                      |                                                      |                                                      |
| Vrouwenenkelspel 3e ronde                            | Sloane Stephens [15]                                 | Jekaterina Makarova [22]                             | 6–3, 6–4                                             |
| Vrouwenenkelspel 3e ronde                            | Lucie Šafářová [23]                                  | Ana Ivanović [11]                                    | 6–3, 6–3                                             |
| Mannenenkelspel 3e ronde                             | Gaël Monfils [23]                                    | Fabio Fognini [14]                                   | 5–7, 6–2, 6–4, 0–6, 6–2                              |
| Mannenenkelspel 3e ronde                             | Philipp Kohlschreiber [28] vs Andy Murray [7]        | Philipp Kohlschreiber [28] vs Andy Murray [7]        | 6–3, 3–6, 3–6, 6–4, 7–7, gestaakt                    |
| Wedstrijden op Court 1                               |                                                      |                                                      |                                                      |
| Mannenenkelspel 3e ronde                             | David Ferrer [5]                                     | Andreas Seppi [32]                                   | 6–2, 7–6(7–2), 6–3                                   |
| Vrouwenenkelspel 3e ronde                            | Jelena Janković [6]                                  | Sorana Cîrstea [26]                                  | 6–1, 6–2                                             |
| Mannenenkelspel 3e ronde                             | Guillermo García López                               | Donald Young                                         | 6–2, 6–4, 2–6, 6–7(4–7), 6–4                         |
| Mannendubbelspel 3e ronde                            | Bob Bryan [1] Mike Bryan [1]                         | Jamie Murray [15] John Peers [15]                    | 6–3, 6–1                                             |
| Wedstrijden begonnen om 11:00 uur                    |                                                      |                                                      |                                                      |

### Dag 8 (zondag 1 juni)
- Speelschema
- Reekshoofden uitgeschakeld:
  - Mannenenkelspel:  Roger Federer [4],  John Isner [10],  Richard Gasquet [12],  Jo-Wilfried Tsonga [13],  Philipp Kohlschreiber [28]
  - Vrouwenenkelspel:  Angelique Kerber [8],  Samantha Stosur [19]
  - Mannendubbelspel:  Michaël Llodra /  Nicolas Mahut [5]
  - Vrouwendubbelspel:  Liezel Huber /  Lisa Raymond [15]
  - Gemengd dubbelspel:  Katarina Srebotnik /  Rohan Bopanna [2],  Lucie Hradecká /  Mariusz Fyrstenberg [6]

| Wedstrijden op hoofdbanen                            | Wedstrijden op hoofdbanen                            | Wedstrijden op hoofdbanen                            | Wedstrijden op hoofdbanen                            |
| Evenement                                            | Winnaar                                              | Verliezer                                            | Score                                                |
| Wedstrijden op Court Philippe-Chatrier (centercourt) | Wedstrijden op Court Philippe-Chatrier (centercourt) | Wedstrijden op Court Philippe-Chatrier (centercourt) | Wedstrijden op Court Philippe-Chatrier (centercourt) |
| ---------------------------------------------------- | ---------------------------------------------------- | ---------------------------------------------------- | ---------------------------------------------------- |
| Vrouwenenkelspel 4e ronde                            | Eugenie Bouchard [18]                                | Angelique Kerber [8]                                 | 6–1, 6–2                                             |
| Startte niet voor 12:30 uur                          |                                                      |                                                      |                                                      |
| Mannenenkelspel 3e ronde                             | Fernando Verdasco [24]                               | Richard Gasquet [12]                                 | 6–2, 6–3, 6–3                                        |
| Mannenenkelspel 4e ronde                             | Ernests Gulbis [18]                                  | Roger Federer [4]                                    | 6–7(5–7), 7–6(7–3), 6–2, 4–6, 6–3                    |
| Mannenenkelspel 4e ronde                             | Novak Đoković [2]                                    | Jo-Wilfried Tsonga [13]                              | 6–1, 6–4, 6–1                                        |
| Vrouwenenkelspel 4e ronde                            | Garbiñe Muguruza                                     | Pauline Parmentier [WC]                              | 6–4, 6–2                                             |
| Wedstrijden op Court Suzanne-Lenglen (Grandstand)    |                                                      |                                                      |                                                      |
| Mannenenkelspel 4e ronde                             | Tomáš Berdych [6]                                    | John Isner [10]                                      | 6–4, 6–4, 6–4                                        |
| Mannenenkelspel 3e ronde                             | Andy Murray [7]                                      | Philipp Kohlschreiber [28]                           | 3–6, 6–3, 6–3, 4–6, 12–10                            |
| Vrouwenenkelspel 4e ronde                            | Carla Suárez Navarro [14]                            | Ajla Tomljanović                                     | 6–3, 6–3                                             |
| Mannenenkelspel 4e ronde                             | Milos Raonic [8]                                     | Marcel Granollers                                    | 6–3, 6–3, 6–3                                        |
| Vrouwenenkelspel 4e ronde                            | Maria Sjarapova [7]                                  | Samantha Stosur [19]                                 | 3–6, 6–4, 6–0                                        |
| Wedstrijden op Court 1                               |                                                      |                                                      |                                                      |
| Vrouwendubbelspel 3e ronde                           | Hsieh Su-wei [1] Peng Shuai [1]                      | Liezel Huber [15] Lisa Raymond [15]                  | 6–0, 6–2                                             |
| Vrouwendubbelspel 3e ronde                           | Lucie Hradecká Michaëlla Krajicek                    | Madison Keys Alison Riske                            | 7–6(8–6), 3–6, 6–1                                   |
| Mannendubbelspel 3e ronde                            | Julien Benneteau [11] Édouard Roger-Vasselin [11]    | Michaël Llodra [5] Nicolas Mahut [5]                 | 2–1, opgave                                          |
| Gemengd dubbelspel 2e ronde                          | Jaroslava Sjvedova [3] Bruno Soares [3]              | Alizé Lim [WC] Jérémy Chardy [WC]                    | 6–3, 6–4                                             |
| Wedstrijden begonnen om 11:00 uur                    |                                                      |                                                      |                                                      |

### Dag 9 (maandag 2 juni)
- Speelschema
- Reekshoofden uitgeschakeld:
  - Mannenenkelspel:  Kevin Anderson [19],  Fernando Verdasco [24]
  - Vrouwenenkelspel:  Jelena Janković [6],  Sloane Stephens [15],  Lucie Šafářová [23]
  - Mannendubbelspel:  Bob Bryan /  Mike Bryan [1],  Daniel Nestor /  Nenad Zimonjić [3]
  - Vrouwendubbelspel:  Flavia Pennetta /  Kristina Mladenovic [12]

| Wedstrijden op hoofdbanen                            | Wedstrijden op hoofdbanen                            | Wedstrijden op hoofdbanen                            | Wedstrijden op hoofdbanen                            |
| Evenement                                            | Winnaar                                              | Verliezer                                            | Score                                                |
| Wedstrijden op Court Philippe-Chatrier (centercourt) | Wedstrijden op Court Philippe-Chatrier (centercourt) | Wedstrijden op Court Philippe-Chatrier (centercourt) | Wedstrijden op Court Philippe-Chatrier (centercourt) |
| ---------------------------------------------------- | ---------------------------------------------------- | ---------------------------------------------------- | ---------------------------------------------------- |
| Vrouwenenkelspel 4e ronde                            | Andrea Petković [28]                                 | Kiki Bertens [Q]                                     | 1–6, 6–2, 7–5                                        |
| Mannenenkelspel 4e ronde                             | Rafael Nadal [1]                                     | Dušan Lajović                                        | 6–1, 6–2, 6–1                                        |
| Vrouwenenkelspel 4e ronde                            | Simona Halep [4]                                     | Sloane Stephens [15]                                 | 6–4, 6–3                                             |
| Mannenenkelspel 4e ronde                             | Gaël Monfils [23]                                    | Guillermo García López                               | 6–0, 6–2, 7–5                                        |
| Wedstrijden op Court Suzanne-Lenglen (Grandstand)    |                                                      |                                                      |                                                      |
| Mannenenkelspel 4e ronde                             | David Ferrer [5]                                     | Kevin Anderson [19]                                  | 6–3, 6–3, 6–7(5–7), 6–1                              |
| Vrouwenenkelspel 4e ronde                            | Sara Errani [10]                                     | Jelena Janković [6]                                  | 7–6(7–5), 6–2                                        |
| Mannenenkelspel 4e ronde                             | Andy Murray [7]                                      | Fernando Verdasco [24]                               | 6–4, 7–5, 7–6(7–3)                                   |
| Wedstrijden op Court 1                               |                                                      |                                                      |                                                      |
| Gemengd dubbelspel kwartfinale                       | Tímea Babos Eric Butorac                             | Alizé Cornet [WC] Jonathan Eysseric [WC]             | 6–4, 6–3                                             |
| Vrouwendubbelspel 3e ronde                           | Ashleigh Barty [7] Casey Dellacqua [7]               | Kristina Mladenovic [12] Flavia Pennetta [12]        | 4–6, 6–2, 6–1                                        |
| Vrouwendubbelspel 3e ronde                           | Marina Erakovic [16] Arantxa Parra Santonja [16]     | Julie Coin [WC] Pauline Parmentier [WC]              | 6–2, 6–3                                             |
| Mannendubbelspel kwartfinale                         | Marcel Granollers [12] Marc López [12]               | Bob Bryan [1] Mike Bryan [1]                         | 6–4, 6–2                                             |
| Startte niet voor 19:00 uur                          |                                                      |                                                      |                                                      |
| Vrouwenenkelspel 4e ronde                            | Svetlana Koeznetsova [27]                            | Lucie Šafářová [23]                                  | 6–3, 6–4                                             |
| Wedstrijden begonnen om 11:00 uur                    |                                                      |                                                      |                                                      |

### Dag 10 (dinsdag 3 juni)
- Speelschema
- Reekshoofden uitgeschakeld:
  - Mannenenkelspel:  Tomáš Berdych [6],  Milos Raonic [8]
  - Vrouwenenkelspel:  Carla Suárez Navarro [14]
  - Mannendubbelspel:  Łukasz Kubot /  Robert Lindstedt [9]
  - Vrouwendubbelspel:  Cara Black /  Sania Mirza [5],  Ashleigh Barty /  Casey Dellacqua [7]
  - Gemengd dubbelspel:  Kristina Mladenovic /  Daniel Nestor [5]

| Wedstrijden op hoofdbanen                                                                         | Wedstrijden op hoofdbanen                            | Wedstrijden op hoofdbanen                            | Wedstrijden op hoofdbanen                            |
| Evenement                                                                                         | Winnaar                                              | Verliezer                                            | Score                                                |
| Wedstrijden op Court Philippe-Chatrier (centercourt)                                              | Wedstrijden op Court Philippe-Chatrier (centercourt) | Wedstrijden op Court Philippe-Chatrier (centercourt) | Wedstrijden op Court Philippe-Chatrier (centercourt) |
| ------------------------------------------------------------------------------------------------- | ---------------------------------------------------- | ---------------------------------------------------- | ---------------------------------------------------- |
| Vrouwenenkelspel kwartfinale                                                                      | Maria Sjarapova [7]                                  | Garbiñe Muguruza                                     | 1–6, 7–5, 6–1                                        |
| Mannenenkelspel kwartfinale                                                                       | Novak Đoković [2]                                    | Milos Raonic [8]                                     | 7–5, 7–6(7–5), 6–4                                   |
| Wedstrijden op Court Suzanne-Lenglen (Grandstand)                                                 |                                                      |                                                      |                                                      |
| Vrouwenenkelspel kwartfinale                                                                      | Eugenie Bouchard [18]                                | Carla Suárez Navarro [14]                            | 7–6(7–4), 2–6, 7–5                                   |
| Mannenenkelspel kwartfinale                                                                       | Ernests Gulbis [18]                                  | Tomáš Berdych [6]                                    | 6–3, 6–2, 6–4                                        |
| Wedstrijden op Court 1                                                                            |                                                      |                                                      |                                                      |
| Mannendubbelspel kwartfinale                                                                      | Andrej Goloebev Samuel Groth                         | Łukasz Kubot [9] Robert Lindstedt [9]                | 6–3, 6–3                                             |
| Vrouwendubbelspel kwartfinale                                                                     | Hsieh Su-wei [1] Peng Shuai [1]                      | Cara Black [5] Sania Mirza [5]                       | 6–2, 3–6, 6–3                                        |
| Startte niet voor 14:00 uur                                                                       |                                                      |                                                      |                                                      |
| Vrouwendubbelspel kwartfinale                                                                     | Sara Errani [2] Roberta Vinci [2]                    | Ashleigh Barty [7] Casey Dellacqua [7]               | 6–0, 6–1                                             |
| Startte niet voor 17:45 uur                                                                       |                                                      |                                                      |                                                      |
| Mannendubbelspel kwartfinale                                                                      | Julien Benneteau [11] Édouard Roger-Vasselin [11]    | Máximo González Juan Mónaco                          | 7–5, 4–6, 7–6(7–5)                                   |
| Wedstrijden begonnen om 11:00 uur (14:00 uur op Court Philippe-Chatrier en Court Suzanne-Lenglen) |                                                      |                                                      |                                                      |

### Dag 11 (woensdag 4 juni)
- Speelschema
- Reekshoofden uitgeschakeld:
  - Mannenenkelspel:  David Ferrer [5],  Gaël Monfils [23]
  - Vrouwenenkelspel:  Sara Errani [10],  Svetlana Koeznetsova [27]
  - Vrouwendubbelspel:  Květa Peschke /  Katarina Srebotnik [4],  Marina Erakovic /  Arantxa Parra Santonja [16]
  - Gemengd dubbelspel:  Jaroslava Sjvedova /  Bruno Soares [3]

| Wedstrijden op hoofdbanen                                                                         | Wedstrijden op hoofdbanen                            | Wedstrijden op hoofdbanen                            | Wedstrijden op hoofdbanen                            |
| Evenement                                                                                         | Winnaar                                              | Verliezer                                            | Score                                                |
| Wedstrijden op Court Philippe-Chatrier (centercourt)                                              | Wedstrijden op Court Philippe-Chatrier (centercourt) | Wedstrijden op Court Philippe-Chatrier (centercourt) | Wedstrijden op Court Philippe-Chatrier (centercourt) |
| ------------------------------------------------------------------------------------------------- | ---------------------------------------------------- | ---------------------------------------------------- | ---------------------------------------------------- |
| Vrouwenenkelspel kwartfinale                                                                      | Andrea Petković [28]                                 | Sara Errani [10]                                     | 6–2, 6–2                                             |
| Mannenenkelspel kwartfinale                                                                       | Andy Murray [7]                                      | Gaël Monfils [23]                                    | 6–1, 6–4, 4–6, 1–6, 6–0                              |
| Wedstrijden op Court Suzanne-Lenglen (Grandstand)                                                 |                                                      |                                                      |                                                      |
| Vrouwenenkelspel kwartfinale                                                                      | Simona Halep [4]                                     | Svetlana Koeznetsova [27]                            | 6–2, 6–2                                             |
| Mannenenkelspel kwartfinale                                                                       | Rafael Nadal [1]                                     | David Ferrer [5]                                     | 4–6, 6–4, 6–0, 6–1                                   |
| Wedstrijden op Court 1                                                                            |                                                      |                                                      |                                                      |
| Mannenlegendes 45+ dubbelspel round-robin                                                         | John McEnroe Patrick McEnroe                         | Guy Forget Henri Leconte                             | 7–6(7–3), 6–3                                        |
| Startte niet voor 16:30 uur                                                                       |                                                      |                                                      |                                                      |
| Gemengd dubbelspel halve finale                                                                   | Anna-Lena Grönefeld Jean-Julien Rojer                | Jaroslava Sjvedova [3] Bruno Soares [3]              | 3–6, 7–6(7–4), [10–5]                                |
| Startte niet voor 17:00 uur                                                                       |                                                      |                                                      |                                                      |
| Vrouwendubbelspel kwartfinale                                                                     | Garbiñe Muguruza Carla Suárez Navarro                | Květa Peschke [4] Katarina Srebotnik [4]             | 6–4, 6–4                                             |
| Mannenlegendes −45 dubbelspel round-robin                                                         | Arnaud Clément Nicolas Escudé                        | Thomas Enqvist Gastón Gaudio                         | Geannuleerd                                          |
| Wedstrijden begonnen om 11:00 uur (16:30 uur op Court Philippe-Chatrier en Court Suzanne-Lenglen) |                                                      |                                                      |                                                      |

### Dag 12 (donderdag 5 juni)
- Speelschema
- Reekshoofden uitgeschakeld:
  - Vrouwenenkelspel:  Eugenie Bouchard [18],  Andrea Petković [28]
  - Gemengd dubbelspel:  Julia Görges /  Nenad Zimonjić [8]

| Wedstrijden op hoofdbanen                                                | Wedstrijden op hoofdbanen                            | Wedstrijden op hoofdbanen                            | Wedstrijden op hoofdbanen                            |
| Evenement                                                                | Winnaar                                              | Verliezer                                            | Score                                                |
| Wedstrijden op Court Philippe-Chatrier (centercourt)                     | Wedstrijden op Court Philippe-Chatrier (centercourt) | Wedstrijden op Court Philippe-Chatrier (centercourt) | Wedstrijden op Court Philippe-Chatrier (centercourt) |
| ------------------------------------------------------------------------ | ---------------------------------------------------- | ---------------------------------------------------- | ---------------------------------------------------- |
| Gemengd dubbelspel finale                                                | Anna-Lena Grönefeld Jean-Julien Rojer                | Julia Görges [8] Nenad Zimonjić [8]                  | 4–6, 6–2, [10–7]                                     |
| Startte niet voor 15:00 uur                                              |                                                      |                                                      |                                                      |
| Vrouwenenkelspel halve finale                                            | Maria Sjarapova [7]                                  | Eugenie Bouchard [18]                                | 4–6, 7–5, 6–2                                        |
| Vrouwenenkelspel halve finale                                            | Simona Halep [4]                                     | Andrea Petković [28]                                 | 6–2, 7–6(7–4)                                        |
| Wedstrijden op Court Suzanne-Lenglen (Grandstand)                        |                                                      |                                                      |                                                      |
| Vrouwenlegendes dubbelspel round-robin                                   | Kim Clijsters Martina Navrátilová                    | Iva Majoli Anastasija Myskina                        | 6–2, 4–6, [10–8]                                     |
| Mannenlegendes 45+ dubbelspel round-robin                                | Mikael Pernfors Mats Wilander                        | Mansour Bahrami Cédric Pioline                       | 6–2, 6–4                                             |
| Startte niet voor 14:00 uur                                              |                                                      |                                                      |                                                      |
| Mannendubbelspel halve finale                                            | Marcel Granollers [12] Marc López [12]               | Marin Draganja Florin Mergea                         | 6–3, 1–6, 6–3                                        |
| Mannendubbelspel halve finale                                            | Julien Benneteau [11] Édouard Roger-Vasselin [11]    | Andrej Goloebev Samuel Groth                         | 3–6, 6–3, 6–4                                        |
| Wedstrijden op Court 1                                                   |                                                      |                                                      |                                                      |
| Mannenlegendes −45 dubbelspel round-robin                                | Arnaud Clément Nicolas Escudé                        | Thomas Enqvist Gastón Gaudio                         | 6–4, 6–4                                             |
| Vrouwenlegendes dubbelspel round-robin                                   | Lindsay Davenport Mary Joe Fernandez                 | Jana Novotná Natallja Zverava                        | 6–3, 6–2                                             |
| Mannenlegendes −45 dubbelspel round-robin                                | Albert Costa Carlos Moyá                             | Thomas Enqvist Gastón Gaudio                         | 6–4, 7–6(8–6)                                        |
| Wedstrijden begonnen om 11:00 uur (12:00 uur op Court Philippe-Chatrier) |                                                      |                                                      |                                                      |

### Dag 13 (vrijdag 6 juni)
- Speelschema
- Reekshoofden uitgeschakeld:
  - Mannenenkelspel:  Andy Murray [7],  Ernests Gulbis [18]

| Wedstrijden op hoofdbanen                                                | Wedstrijden op hoofdbanen                            | Wedstrijden op hoofdbanen                            | Wedstrijden op hoofdbanen                            |
| Evenement                                                                | Winnaar                                              | Verliezer                                            | Score                                                |
| Wedstrijden op Court Philippe-Chatrier (centercourt)                     | Wedstrijden op Court Philippe-Chatrier (centercourt) | Wedstrijden op Court Philippe-Chatrier (centercourt) | Wedstrijden op Court Philippe-Chatrier (centercourt) |
| ------------------------------------------------------------------------ | ---------------------------------------------------- | ---------------------------------------------------- | ---------------------------------------------------- |
| Mannenenkelspel halve finale                                             | Novak Đoković [2]                                    | Ernests Gulbis [18]                                  | 6–3, 6–3, 3–6, 6–3                                   |
| Mannenenkelspel halve finale                                             | Rafael Nadal [1]                                     | Andy Murray [7]                                      | 6–3, 6–2, 6–1                                        |
| Wedstrijden op Court Suzanne-Lenglen (Grandstand)                        |                                                      |                                                      |                                                      |
| Mannenlegendes 45+ dubbelspel round-robin                                | Pat Cash Paul Haarhuis                               | Guy Forget Henri Leconte                             | 6–3, 7–6(7–3)                                        |
| Startte niet voor 13:00 uur                                              |                                                      |                                                      |                                                      |
| Vrouwendubbelspel halve finale                                           | Hsieh Su-wei [1] Peng Shuai [1]                      | Garbiñe Muguruza Carla Suárez Navarro                | 6–2, 5–7, 6–2                                        |
| Vrouwendubbelspel halve finale                                           | Sara Errani [2] Roberta Vinci [2]                    | Lucie Hradecká Michaëlla Krajicek                    | 6–2, 6–1                                             |
| Wedstrijden op Court 1                                                   |                                                      |                                                      |                                                      |
| Mannenlegendes −45 dubbelspel round-robin                                | Sébastien Grosjean Fabrice Santoro                   | Sergi Bruguera Andrej Medvedev                       | 3–6, 6–2, [10–7]                                     |
| Vrouwenlegendes dubbelspel round-robin                                   | Nathalie Dechy Sandrine Testud                       | Jana Novotná Natallja Zverava                        | 6–3, 6–4                                             |
| Wedstrijden begonnen om 11:00 uur (13:00 uur op Court Philippe-Chatrier) |                                                      |                                                      |                                                      |

### Dag 14 (zaterdag 7 juni)
- Speelschema
- Reekshoofden uitgeschakeld:
  - Vrouwenenkelspel:  Simona Halep [4]
  - Mannendubbelspel:  Marcel Granollers /  Marc López [12]

| Wedstrijden op hoofdbanen                                                | Wedstrijden op hoofdbanen                            | Wedstrijden op hoofdbanen                            | Wedstrijden op hoofdbanen                            |
| Evenement                                                                | Winnaar                                              | Verliezer                                            | Score                                                |
| Wedstrijden op Court Philippe-Chatrier (centercourt)                     | Wedstrijden op Court Philippe-Chatrier (centercourt) | Wedstrijden op Court Philippe-Chatrier (centercourt) | Wedstrijden op Court Philippe-Chatrier (centercourt) |
| ------------------------------------------------------------------------ | ---------------------------------------------------- | ---------------------------------------------------- | ---------------------------------------------------- |
| Vrouwenenkelspel finale                                                  | Maria Sjarapova [7]                                  | Simona Halep [4]                                     | 6–4, 6–7(5–7), 6–4                                   |
| Mannendubbelspel finale                                                  | Julien Benneteau [11] Édouard Roger-Vasselin [11]    | Marcel Granollers [12] Marc López [12]               | 6–3, 7–6(7–1)                                        |
| Wedstrijden op Court Suzanne-Lenglen (Grandstand)                        |                                                      |                                                      |                                                      |
| Vrouwenlegendes dubbelspel finale                                        | Kim Clijsters Martina Navrátilová                    | Nathalie Dechy Sandrine Testud                       | 5–7, 7–5, [10–7]                                     |
| Mannenlegendes 45+ dubbelspel round-robin                                | John McEnroe Patrick McEnroe                         | Pat Cash Paul Haarhuis                               | 6–4, 6–2                                             |
| Wedstrijden op Court 1                                                   |                                                      |                                                      |                                                      |
| Mannenlegendes −45 dubbelspel round-robin                                | Goran Ivanišević Todd Woodbridge                     | Sergi Bruguera Andrej Medvedev                       | 6–4, 6–4                                             |
| Mannenlegendes 45+ dubbelspel round-robin                                | Andrés Gómez Mark Woodforde                          | Mikael Pernfors Mats Wilander                        | 6–2, 7–5                                             |
| Wedstrijden begonnen om 11:00 uur (15:00 uur op Court Philippe-Chatrier) |                                                      |                                                      |                                                      |

### Dag 15 (zondag 8 juni)
- Speelschema
- Reekshoofden uitgeschakeld:
  - Mannenenkelspel:  Novak Đoković [2]
  - Vrouwendubbelspel:  Sara Errani /  Roberta Vinci [2]

| Wedstrijden op hoofdbanen                                                | Wedstrijden op hoofdbanen                            | Wedstrijden op hoofdbanen                            | Wedstrijden op hoofdbanen                            |
| Evenement                                                                | Winnaar                                              | Verliezer                                            | Score                                                |
| Wedstrijden op Court Philippe-Chatrier (centercourt)                     | Wedstrijden op Court Philippe-Chatrier (centercourt) | Wedstrijden op Court Philippe-Chatrier (centercourt) | Wedstrijden op Court Philippe-Chatrier (centercourt) |
| ------------------------------------------------------------------------ | ---------------------------------------------------- | ---------------------------------------------------- | ---------------------------------------------------- |
| Vrouwendubbelspel finale                                                 | Hsieh Su-wei [1] Peng Shuai [1]                      | Sara Errani [2] Roberta Vinci [2]                    | 6–4, 6–1                                             |
| Startte niet voor 15:00 uur                                              |                                                      |                                                      |                                                      |
| Mannenenkelspel finale                                                   | Rafael Nadal [1]                                     | Novak Đoković [2]                                    | 3–6, 7–5, 6–2, 6–4                                   |
| Wedstrijden op Court Suzanne-Lenglen (Grandstand)                        |                                                      |                                                      |                                                      |
| Mannenlegendes −45 dubbelspel finale                                     | Mansour Bahrami Fabrice Santoro                      | Arnaud Clément Nicolas Escudé                        | 6–2, 2–6, [11–9]                                     |
| Mannenlegendes 45+ dubbelspel finale                                     | John McEnroe Patrick McEnroe                         | Andrés Gómez Mark Woodforde                          | 4–6, 7–5, [10–7]                                     |
| Wedstrijden begonnen om 11:00 uur (12:00 uur op Court Philippe-Chatrier) |                                                      |                                                      |                                                      |